# Isole britanniche
Le Isole britanniche  (in inglese British Isles, in irlandese Éire agus an Bhreatain Mhór, lett. "Irlanda e Gran Bretagna"; in gaelico scozzese Eileanan Bhreatainn, in gallese Ynysoedd Prydain, in scozzese Breetish Isles, in mannese Ny h-Ellanyn Goaldagh) sono un gruppo di isole dell'Europa nord-occidentale, le cui due maggiori sono Gran Bretagna e Irlanda. Formano un arcipelago e sono soggette alla corrente del Golfo che permette loro di godere di un clima oceanico mite.
L'espressione "Isole Britanniche" è comprensibilmente impopolare in Irlanda, per le sue implicazioni storico-politiche, e al suo posto si usa Éire agus an Bhreatain Mhór, ossia "Irlanda e Gran Bretagna"; anche il National geographic ha modificato i nomi delle tavole nei suoi atlanti, da "Isole britanniche" a Gran Bretagna e Irlanda, adeguandosi all'espressione irlandese.

## Lista delle isole

Cartina politica delle isole britanniche

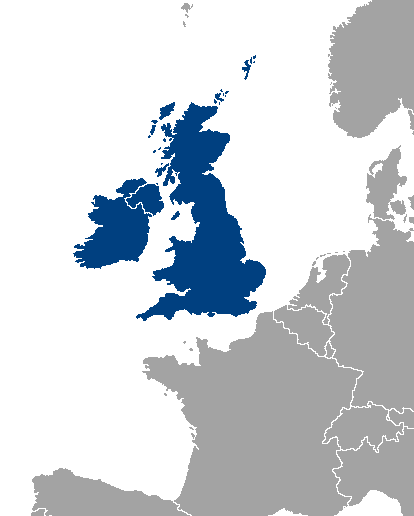
Localizzazione delle Isole britanniche

N.B.: Questa sezione contiene una lista delle maggiori isole che formano le Isole britanniche, con la relativa superficie e popolazione. Occorre tenere presente che alcuni raggruppamenti, sebbene non errati, non sono però sempre pacificamente accettati da tutti: le attuali divergenze circa le varie classificazioni amministrative, richiamate in precedenza, lasciano infatti alcuni margini di incertezza riguardo all'inclusione o viceversa all'esclusione di taluni toponimi.
L'area totale dell'arcipelago è di 315 134 km². Gran Bretagna ed Irlanda incidono insieme per il 95,6% di quest'area, lasciando il 4,4% ovvero un'area di 13 950 km² alle restanti isole. Le più grandi delle altre isole si possono trovare tra le Ebridi, le Orcadi e le Shetland a nord, Anglesey e l'Isola di Man tra la Gran Bretagna e l'Irlanda, e le Isole del Canale vicino alla costa della Francia.
Numero di isole permanentemente abitate (oltre alle due isole principali):
- Scozia: 97 (di queste, 4 avevano solo un unico occupante permanente al censimento del 2001, altre 20 avevano una popolazione permanente tra 1 e 10)
- Inghilterra: 19
- Isole del Canale: 7 (di cui Jethou è affittata privatamente)
- Galles: 6
- Irlanda: 5
- Isola di Man: 2 (il Calf of Man ha due abitanti permanenti)

Le Isole del Canale e l'Isola di Man sono Dipendenze della Corona del Regno Unito, mentre Inghilterra, Scozia, Galles e Irlanda del Nord sono nazioni costitutive del Regno Unito.
| Nome          | Area (km²) | Popolazione | Paese                                      |
| ------------- | ---------- | ----------- | ------------------------------------------ |
| Gran Bretagna | 229.850    | 57.000.000  | Regno Unito (Inghilterra, Scozia e Galles) |
| Irlanda       | 84.406     | 6.000.000   | Irlanda + Regno Unito (Irlanda del Nord)   |

| Nome                      | Area (km²) | Rango (area) | Popolazione | Rango (pop.) | Gruppo di isole / Ubicazione                           |
| ------------------------- | ---------- | ------------ | ----------- | ------------ | ------------------------------------------------------ |
| Lewis e Harris            | 2179       | 03           | 19918       | 11           | Ebridi Esterne                                         |
| Skye                      | 1656       | 04           | 9232        | 18           | Ebridi Interne                                         |
| Mainland (Isole Shetland) | 969        | 05           | 17550       | 12           | Isole Shetland                                         |
| Mull                      | 875        | 06           | 2667        | 24           | Ebridi Interne                                         |
| Anglesey                  | 714        | 07           | 69000       | 08           | al largo della costa NW del Galles, nel Mare d'Irlanda |
| Islay                     | 620        | 08           | 3457        | 22           | Ebridi Interne                                         |
| Isola di Man              | 572        | 09           | 80056       | 06           | Mare d'Irlanda                                         |
| Mainland (Isole Orcadi)   | 523        | 10           | 15315       | 14           | Isole Orcadi                                           |
| Arran                     | 432        | 11           | 5045        | 21           | Firth of Clyde                                         |
| Isola di Wight            | 381        | 12           | 132731      | 04           | Canale della Manica                                    |
| Jura                      | 367        | 13           | 188         | —            | Ebridi Interne                                         |
| South Uist                | 320        | 14           | 1818        | 27           | Ebridi Esterne                                         |
| North Uist                | 303        | 15           | 1271        | 30           | Ebridi Esterne                                         |
| Yell                      | 212        | 16           | 957         | —            | Isole Shetland                                         |
| Achill Island             | 147        | 17           | 2620        | 23           | Contea di Mayo                                         |
| Hoy                       | 143        | 18           | 272         | —            | Isole Orcadi                                           |
| Bute                      | 122        | 19           | 7228        | 19           | Firth of Clyde                                         |
| Unst                      | 121        | 20           | 720         | —            | Isole Shetland                                         |
| Jersey                    | 116        | 21           | 89300       | 05           | Isole del Canale                                       |
| Rùm                       | 105        | 22           | 22          | —            | Small Isles                                            |
| Isola di Sheppey          | 94         | 23           | 37852       | 09           | Kent                                                   |
| Benbecula                 | 82         | 24           | 1219        | 31           | Ebridi Esterne                                         |
| Tiree                     | 78         | 25           | 770         | —            | Ebridi Interne                                         |
| Coll                      | 77         | 26           | 164         | —            | Ebridi Interne                                         |
| Guernsey                  | 65         | 27           | 59710       | 07           | Isole del Canale                                       |
| Raasay                    | 64         | 28           | 192         | —            | Ebridi Interne                                         |
| Barra                     | 59         | 29           | 1078        | 33           | Ebridi Esterne                                         |
| Sanday                    | 50         | 30           | 478         | —            | Isole Orcadi                                           |
| South Ronaldsay           | 50         | 31           | 458         | —            | Isole Orcadi                                           |
| Rousay                    | 49         | 32           | 212         | —            | Isole Orcadi                                           |
| Westray                   | 47         | 33           | 563         | —            | Isole Orcadi                                           |
| Fetlar                    | 41         | 34           | 86          | —            | Isole Shetland                                         |
| Colonsay                  | 41         | 35           | 108         | —            | Ebridi Interne                                         |
| Holy Island, Anglesey     | 39         | 36           | 13579       | 15           | Anglesey                                               |
| Stronsay                  | 33         | 37           | 343         | —            | Isole Orcadi                                           |
| Inis Mór                  | 31         | 38           | 824         |              | Isole Aran                                             |
| Eigg                      | 30         | 39           | 67          | —            | Small Isles                                            |
| Shapinsay                 | 30         | 40           | 300         | —            | Isole Orcadi                                           |
| Bressay                   | 28         | 41           | 384         | —            | Isole Shetland                                         |
| Eday                      | 27         | 42           | 121         | —            | Isole Orcadi                                           |
| Hayling Island            | 27         | 43           | 16887       | 13           | Hampshire                                              |
| Foulness                  | 26         | 44           | 212         | —            | Essex                                                  |
| Scalpay                   | 25         | 45           | 10          | —            | Ebridi Interne                                         |
| Gorumna                   | 24         | 46           | 1010        | 35           | Galway (Connemara)                                     |
| Isola di Portsea          | 24         | 47           | 147088      | 03           | Hampshire                                              |
| Lismore                   | 24         | 48           | 146         | —            | Ebridi Interne                                         |
| Great Bernera             | 21         | 49           | 233         | —            | Ebridi Esterne                                         |
| Ulbha                     | 20         | 50           | 16          | —            | Ebridi Interne                                         |
| Whalsay                   | 20         | 51           | 1034        | 34           | Isole Shetland                                         |
| Canvey Island             | 19         | 52           | 37479       | 10           | Essex                                                  |
| Mersea                    | 18         | 53           | 7182        | 20           | Essex                                                  |
| Muckle Roe                | 18         | 54           | 104         | —            | Isole Shetland                                         |
| Walney Island             | 13         | —            | 11388       | 17           | Furness                                                |
| Great Cumbrae             | 12         | —            | 1434        | 29           | Firth of Clyde                                         |
| Isle of Portland          | 11         | —            | 12710       | 16           | Canale della Manica                                    |
| Alderney                  | 8          | —            | 2294        | 26           | Isole del Canale                                       |
| St Mary's                 |            | —            | 1666        | 28           | Isole Scilly                                           |
| Barrow Island             |            | —            | 2606        | 25           | Furness                                                |
| Thorney Island            |            |              | 1079        | 32           | Canale della Manica                                    |